# Jean de Poltrot de Mére
Jean de Poltrot de Mére (1537 – Parigi, 18 marzo 1563) sieur de Méré o Mérey, fu un nobile di Angoumois, famoso per essere l'assassino di Francesco I di Guisa.

## Biografia
Per un periodo visse in Spagna e la sua conoscenza dello spagnolo, assieme alla sua carnagione scura, gli valse il soprannome di Espagnolet. Ciò gli procurò un impiego come spia nelle guerre contro la Spagna.
Convertito alla causa degli ugonotti, decise di uccidere Francesco, duca di Guisa. Fingendo di essere un disertore, ottenne l'ammissione al campo dell'esercito cattolico che stava assediando Orléans. La sera del 18 febbraio 1563, si nascose sul ciglio di una strada lungo la quale sapeva che il duca sarebbe passato e gli sparò un colpo di pistola alle spalle e fuggì. Fu catturato il giorno successivo e, a seguito di torture e processi, fu condannato a essere squartato da quattro cavalli. L'esecuzione avvenne il 18 marzo 1563, ma i cavalli non riuscirono a strappare gli arti così furono usate le spade per finire il lavoro.
Sotto tortura, disse di aver agito su ordine dell'ammiraglio Coligny, di Soubise e di Teodoro di Beza, per poi ritrattare. Coligny protestò con enfasi contro l'accusa, ma tuttavia l'assassinio portò a una faida tra Coligny e i figli di Francesco, Enrico di Guisa e Luigi, cardinale di Guisa. Questa faida non solo prolungò le guerre di religione, ma contribuì al tentativo di assassinio di Coligny (22 agosto 1572) durante le celebrazioni del matrimonio di Enrico di Navarra con Margherita di Valois, portando infine al massacro di san Bartolomeo (23-24 agosto 1572).